# Charlie Patino
Charlie Michael Patino (galicijsky: Patiño; * 17. října 2003) je anglický profesionální fotbalista, který hraje na pozici záložníka za španělský klub Deportivo de La Coruña.

## Klubová kariéra

### Počátky kariéry
Patino se narodil ve Watfordu a svou kariéru začal v St Albans City, než v sedmi letech přestoupil do Luton Town. V roce 2015 v 11 letech podepsal smlouvu s Arsenalem za poplatek 10 000 liber.

### Arsenal
Patino rychle stoupal v žebříčku Arsenalu a v pouhých 14 letech nastoupil za tým do 18 let. Šéf skautingu Arsenalu Sean O'Connor ho popsal jako "nejlepšího hráče, který kdy prošel dveřmi v Hale End" a skaut Arsenalu Brian Stapleton ho nazval "nejlepším talentem, jakého kdy viděl".
Svou první profesionální smlouvu s Arsenalem podepsal v říjnu 2020. Ve stejném měsíci byl zařazen na seznam "Next Generation 2020" deníku The Guardian jako jeden z nejlepších mladých hráčů vycházejících z akademií klubů Premier League. 21. prosince debutoval v dresu Arsenalu při vítězství 5:1 ve čtvrtfinále EFL Cupu proti Sunderlandu, když vstřelil poslední gól zápasu na konci druhého poločasu, krátce poté, co nahradil svého kolegu z akademie Emila Smithe Rowea. Dne 9. ledna 2022 nastoupil Patino při prohře 1:0 ve třetím kole FA Cupu s Nottinghamem Forest.

#### Hostování v Blackpoolu
Dne 3. srpna 2022 Patino odešel na hostování do Blackpoolu na dobu trvání sezóny 2022/23. Svůj debut si odbyl 6. srpna proti Stoke City, kde ve druhém poločase nahradil Lewise Fioriniho. O tři dny později si připsal svůj první start při svém domácím debutu proti Barrow v prvním kole EFL Cupu.
Patino vstřelil svůj první gól za Blackpool 17. září při porážce 2:1 na hřišti Millwallu. Jednou také skóroval a asistoval Jerrymu Yatesovi při výhře 4:2 nad rivalem z West Lancashire Prestonem North End na Bloomfield Road.

#### Hostování ve Swansea City
Dne 11. srpna 2023 klub Swansea City oznámil, že podepsal s Patinem smlouvu na sezónní hostování. Svůj debut si odbyl následující den při porážce 3:2 na hřišti West Bromwich Albion, když nastoupil jako náhradník za Harrisona Ashbyho a asistoval u gólu Harryho Darlinga. O týden později si připsal svůj první start v základní sestavě a debut doma proti Coventry City.
Svůj první gól za klub vstřelil 23. září při výhře 3:0 nad Sheffieldem Wednesday.

## Reprezentační kariéra
Patino reprezentoval Anglii v kategoriích do 15, 16 a 17 let. Stále může hrát za Španělsko, protože jeho otec je držitelem španělského pasu, a španělská fotbalová asociace se ho údajně pokusila přimět, aby změnil loajalitu.
Dne 9. října 2021 debutoval Patino za Anglii U19 při vítězství 3:1 proti Mexiku v Marbelle.
Dne 21. září 2022 debutoval Patino v anglické reprezentaci do 20 let jako náhradník při vítězství 3:0 nad Chile v Pinatar Areně.
Dne 11. září 2023 debutoval Patino v anglické reprezentaci do 21 let jako náhradník při výhře 3:0 v kvalifikaci na Mistrovství Evropy ve fotbale hráčů do 21 let 2025 proti Lucembursku.

## Styl hry
Záložník Patino uvedl, že jeho styl hry ovlivnili bývalí hráči Arsenalu Santi Cazorla a Cesc Fàbregas. Během své mládežnické kariéry mu fanoušci přezdívali "nový Frenkie de Jong", protože jeho herní styl byl považován za "děsivě blízký" bývalému záložníkovi Ajaxu.

## Statistiky

### Klubové
Platí k zápasu hranému 6. ledna 2024.
| Klub                  | Sezóna            | Liga              | Liga   | Liga | Národní pohár | Národní pohár | Ligový pohár | Ligový pohár | Kontinentální | Kontinentální | Ostatní | Ostatní | Celkově | Celkově |
| Klub                  | Sezóna            | Soutěž            | Zápasy | Góly | Zápasy        | Góly          | Zápasy       | Góly         | Zápasy        | Góly          | Zápasy  | Góly    | Zápasy  | Góly    |
| --------------------- | ----------------- | ----------------- | ------ | ---- | ------------- | ------------- | ------------ | ------------ | ------------- | ------------- | ------- | ------- | ------- | ------- |
| Arsenal U21           | 2021/22           | —                 | —      | —    | —             | —             | —            | —            | —             | —             | 3       | 0       | 3       | 0       |
| Arsenal               | 2021/22           | Premier League    | 0      | 0    | 1             | 0             | 1            | 1            | —             | —             | 0       | 0       | 2       | 1       |
| Blackpool (hostování) | 2022/23           | Championship      | 34     | 2    | 2             | 1             | 1            | 0            | —             | —             | 0       | 0       | 37      | 3       |
| Swansea (hostování)   | 2023/24           | Championship      | 20     | 3    | 1             | 1             | 0            | 0            | —             | —             | 0       | 0       | 21      | 4       |
| Celkově v kariéře     | Celkově v kariéře | Celkově v kariéře | 54     | 5    | 4             | 2             | 2            | 1            | 0             | 0             | 3       | 0       | 63      | 8       |